# تیلور ۲۶۰۳
سیارک ۲۶۰۳ (به انگلیسی: 2603 Taylor، نامگذاری:1982BW1) دو هزار و ششصد و سومین سیارک کشف شده‌است که در ۳۰ ژانویه ۱۹۸۲ کشف شد.
قدر مطلق سیارک برابر ۱۲٫۲۰ است.